# Tectona

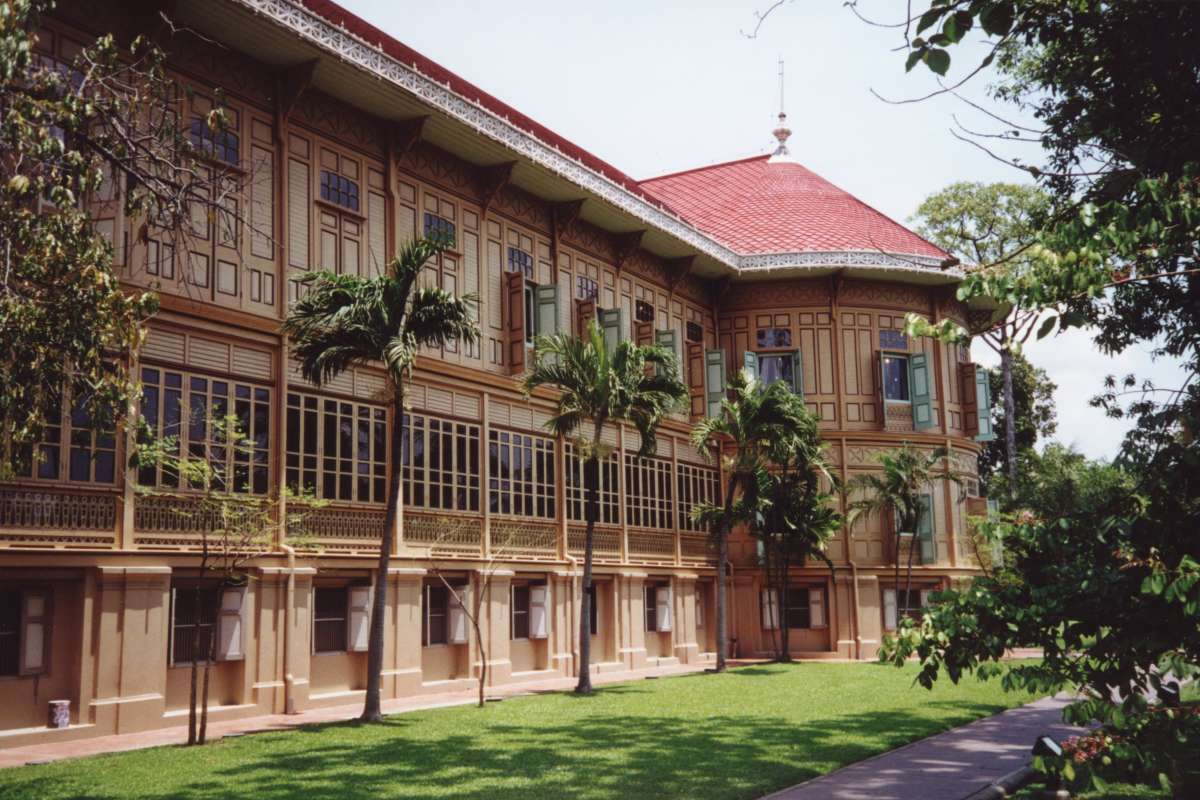
El palau Vimanmek de Bangkok, l'edifici més gran del món feta amb teca.

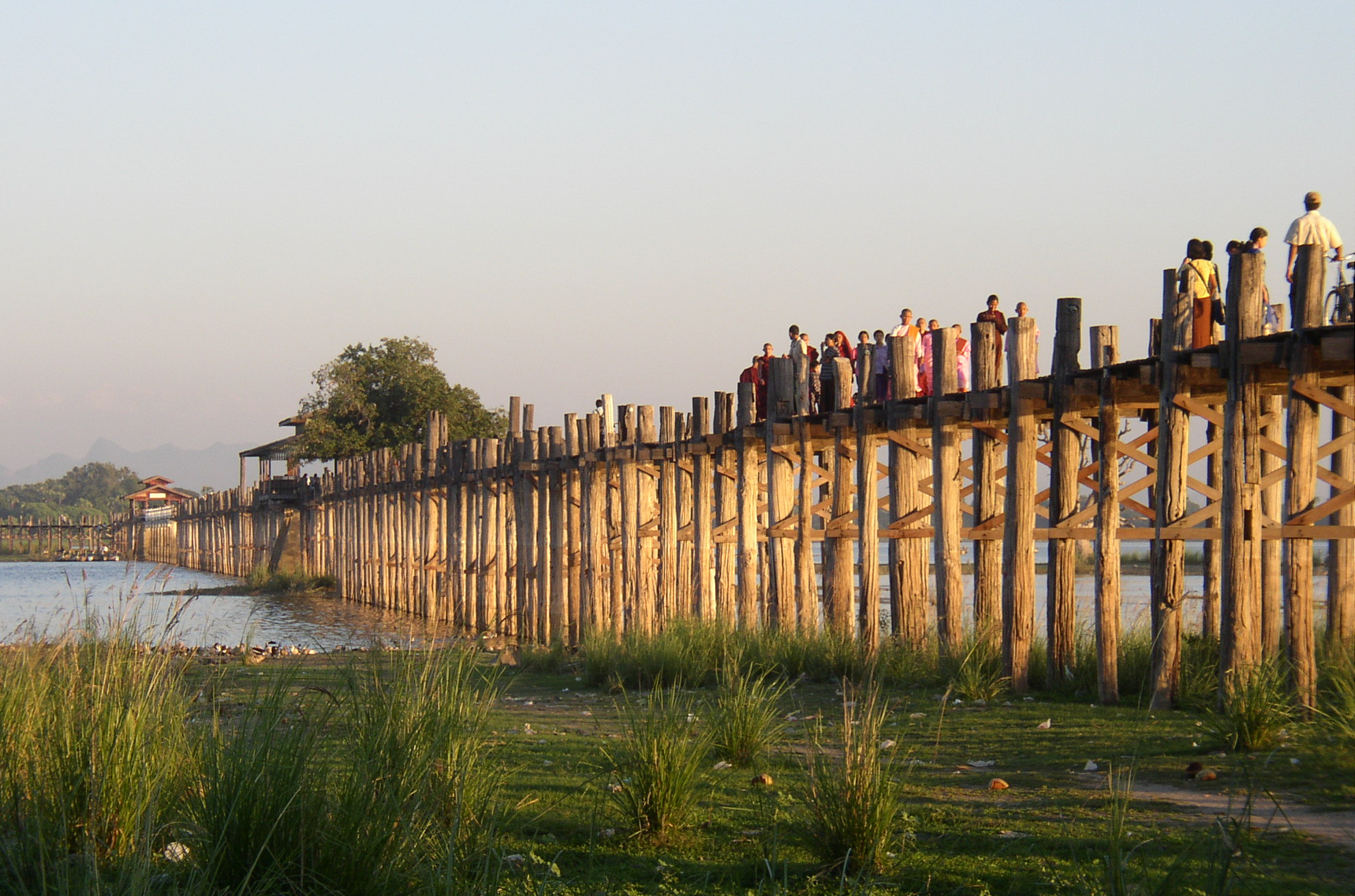
El pont U Bein a Amarapura, Myanmar. El pont de teca més llarg del món; 1,2 km.

Tectona és un gènere de plantes angiospermes de la família de les lamiàcies (Lamiaceae). Són plantes natives de l'Àsia tropical.

## Descripció
Són arbres molt grans que creixen fins a 30–40 m. Són originaris de les zones tropicals de l'Àsia del sud i del sud-est. La fusta és molt apreciada i a causa d'aquest fet es troben en perill d'extinció en llurs hàbitats originals. La teca (Tectona grandis) es cultiva en plantacions molt grans.

## Taxonomia
Aquest gènere va ser publicat per primer cop l'any 1782 a l'obra Supplementum Plantarum Systematis Vegetabilium Editionis Decimae Tertiae, Generum Plantarum Editiones Sextae, et Specierum Plantarum Editionis Secundae del botànic suec Carl von Linné el Jove (1741-1783). A la descripció del gènere es va fer servir la grafia Tektona i Tectona a la descripció del tec.
 El nom del gènere deriva de la denominació en tàmil de l'espècie Tectona grandis.

### Espècies
Dins del gènere Tectona es reconeixen les ... espècies següents:
- Tectona grandis L.f.
- Tectona hamiltoniana Wall.
- Tectona philippinensis Benth. & Hook.f. ex Merr.

### Sinònims
Els següents noms científics són sinònims heterotípics de Tectona:
- Jatus Rumph. ex Kuntze
- Nautea Noronha
- Theka Adans.

## Galeria

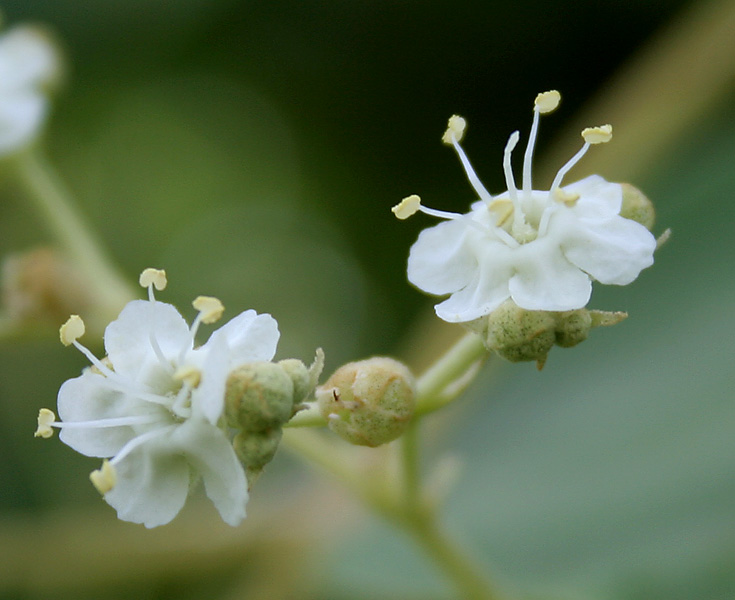
Flors de Tectona grandis a Andhra Pradesh,
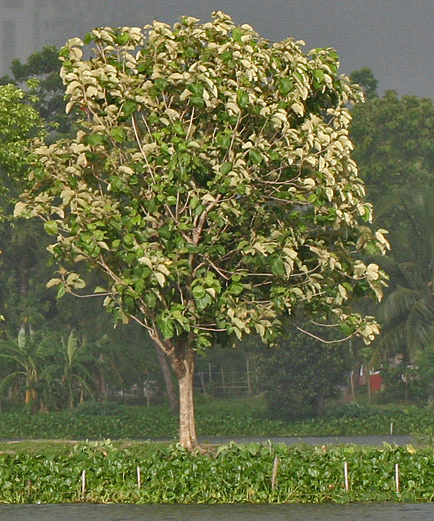
Tectona grandis a Kolkata
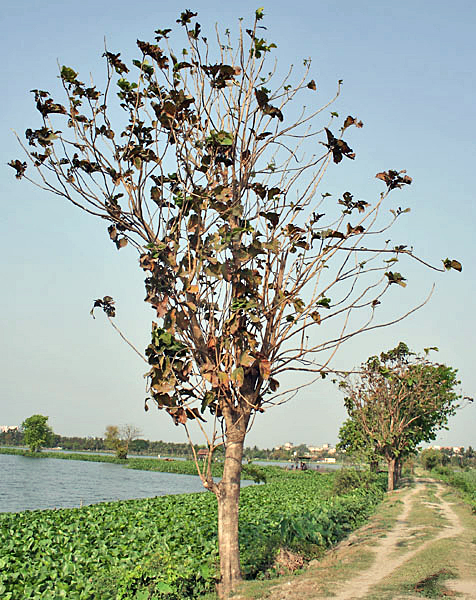
Tectona grandis
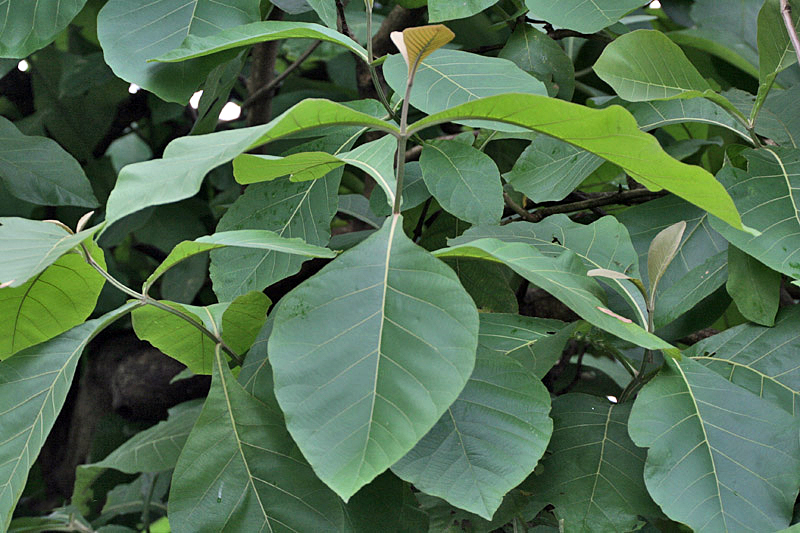
Tectona grandis; fulles
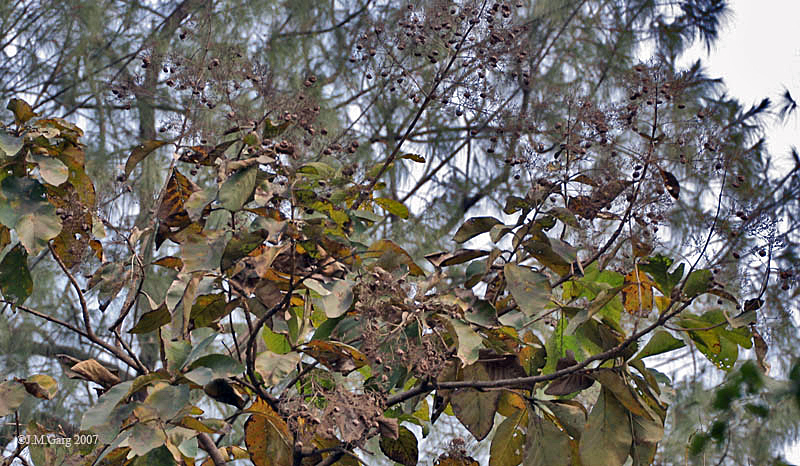
Fruits de Tectona grandis
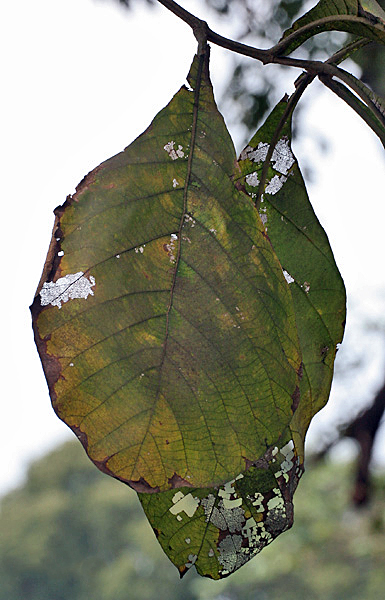
Fulles de Tectona grandis
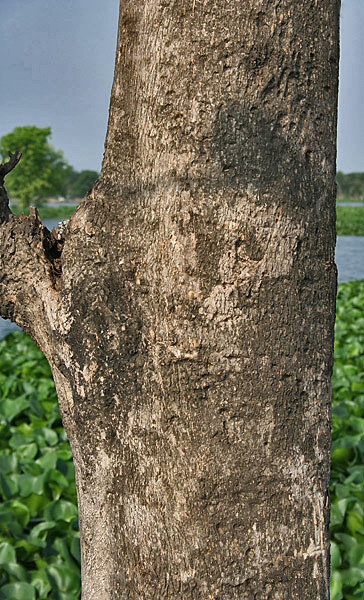
Escorça
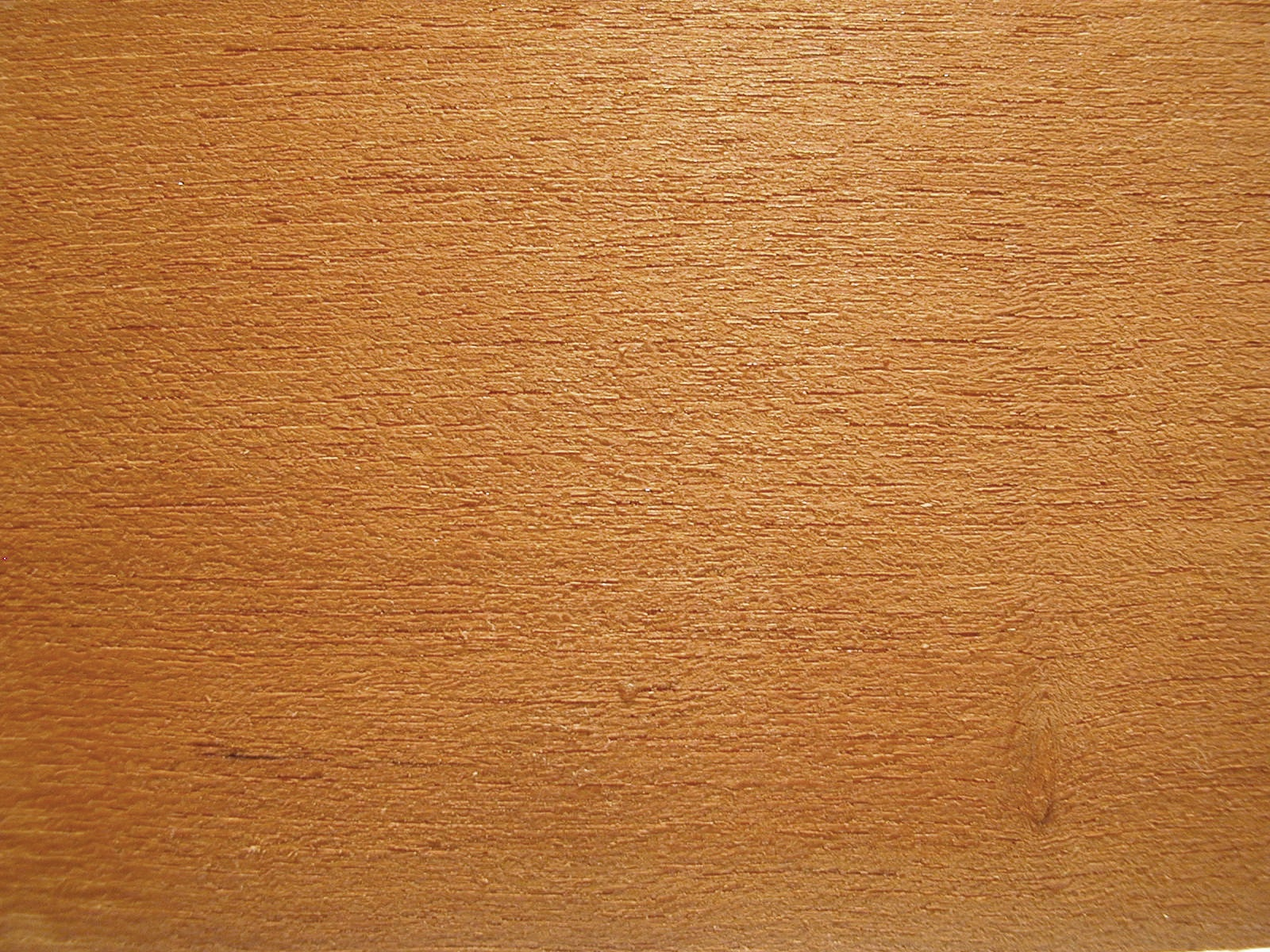
Fusta